# Платов, Виктор Ильич
Виктор Ильич Платов (11 ноября 1918, Косяково — 9 июня 2004, Монино) — генерал-майор авиации, военный летчик 1-го класса, кандидат военных наук. Участник Советско-японской войны 1945 года и освобождения Кореи.

## Биография
Родился 11 ноября 1918 года в с. Косяково, Воскресенского р-на Моск. обл. По окончании ФЗУ в Москве работал токарем на заводе; занимался в Таганском аэроклубе, начал путь в авиацию с полетов на планерах.
В 1938 году в возрасте 20 лет окончил Борисоглебскую военную школу летчиков-истребителей. В 24 года командовал эскадрильей (Дальний Восток), в 27 лет — полком (Корея), в 32 года — полковник (Забайкалье). В 1955 году в возрасте 37 лет окончил с золотой медалью академию Генерального штаба (Высшая военная академия им. К.Е. Ворошилова) в Москве. В 39 лет — генерал-майор, командир истребительной авиационной дивизии (Крым), в 42 года — заместитель командующего Воздушной армией (Петрозаводск; Ташкент).
За 35 лет летной работы освоил около тридцати типов самолетов; в 1952 году одним из первых летчиков освоил реактивную авиацию; готовил командиров частей и соединений, авиаторов и космонавтов.
В. И. Платов неоднократно возглавлял группы поиска космонавтов и эвакуации их с места приземления. В 1962 году — участников первого группового полета космических кораблей Андрияна Николаева и Павла Поповича; в 1963 году — первой женщины-космонавта Валентины Терешковой; в 1964 году — членов первого группового экипажа Владимира Комарова, Константина Феоктистова и Бориса Егорова; в 1965 году — Алексея Леонова и Павла Беляева.
Работая в Военно-воздушной академии им. Ю. А. Гагарина, воспитал и обучил сотни летчиков и высококвалифицированных командиров для ВВС и ПВО страны. В 50 лет защитил диссертацию, кандидат военных наук. В 1968 г. стал начальником кафедры тактики истребительной авиации. После отставки из Вооруженных сил 12 лет работал научным сотрудником в одном из НИИ министерства обороны. С 1971 по 1992 год — заместитель председателя Центрального правления Общества советско-корейской дружбы. Бывал в КНДР в составе советских делегаций, встречался с Ким Ир Сеном и Ким Чен Иром.
Виктор Ильич и его супруга Евдокия Ивановна прожили в браке 62 года, воспитали троих детей — сына и двух дочерей.
Скончался в 2004 году, похоронен с воинскими почестями на Военном мемориальном кладбище в Монино, Московской области.

## Награды
Награждён двумя орденами «Красной Звезды», «Отечественной войны» 1-й степени, медалями «За победу над Японией», «За освобождение Кореи», «За боевые заслуги», «За 20 лет безупречной службы», Почетным знаком «За вклад в дело дружбы» и другими.